# Robin Bell
Robin Bell (n. 16 noiembrie 1977, Cape Town, Africa de Sud) este un canoist ce a reprezentat Australia, medaliat olimpic. A participat la 3 ediții ale Jocurilor Olimpice (2000, 2004, 2008) în care a câștigat o medalie de bronz.